# 高知市立龍馬の生まれたまち記念館
高知市立龍馬の生まれたまち記念館（こうちしりつ りょうまのうまれたまちきねんかん）は、高知県高知市にある博物館。

## 概要
開館は2004年3月21日。幕末の英傑坂本龍馬の生涯と家族、彼が生まれ育った高知市上町の歴史と文化、龍馬の後を継いだ人々について、ジオラマや映像などを使用して展示する施設である。館は東棟と西棟の2棟で構成され、西棟には観光客と市民の交流施設「ふれあいセンター」を併設する。当館は建築作品としての評価も高く、公共建築賞優秀賞をはじめ数多くの賞を受けている。

## 展示館
1階
- 「龍馬を育てた人と町」
- 「離れ」
- 龍馬と家族 - 龍馬の家族とエピソードを映像＋ジオラマのファンタビュー装置と、村上豊と北古味可葉の絵画作品で紹介する。

2階 
- 高知城下タイムスリップマップ
- 龍馬体験 -「龍馬、その時」
- 龍馬、その後を継いだ人々 - 海援隊メンバーなどを紹介

## 建築概要

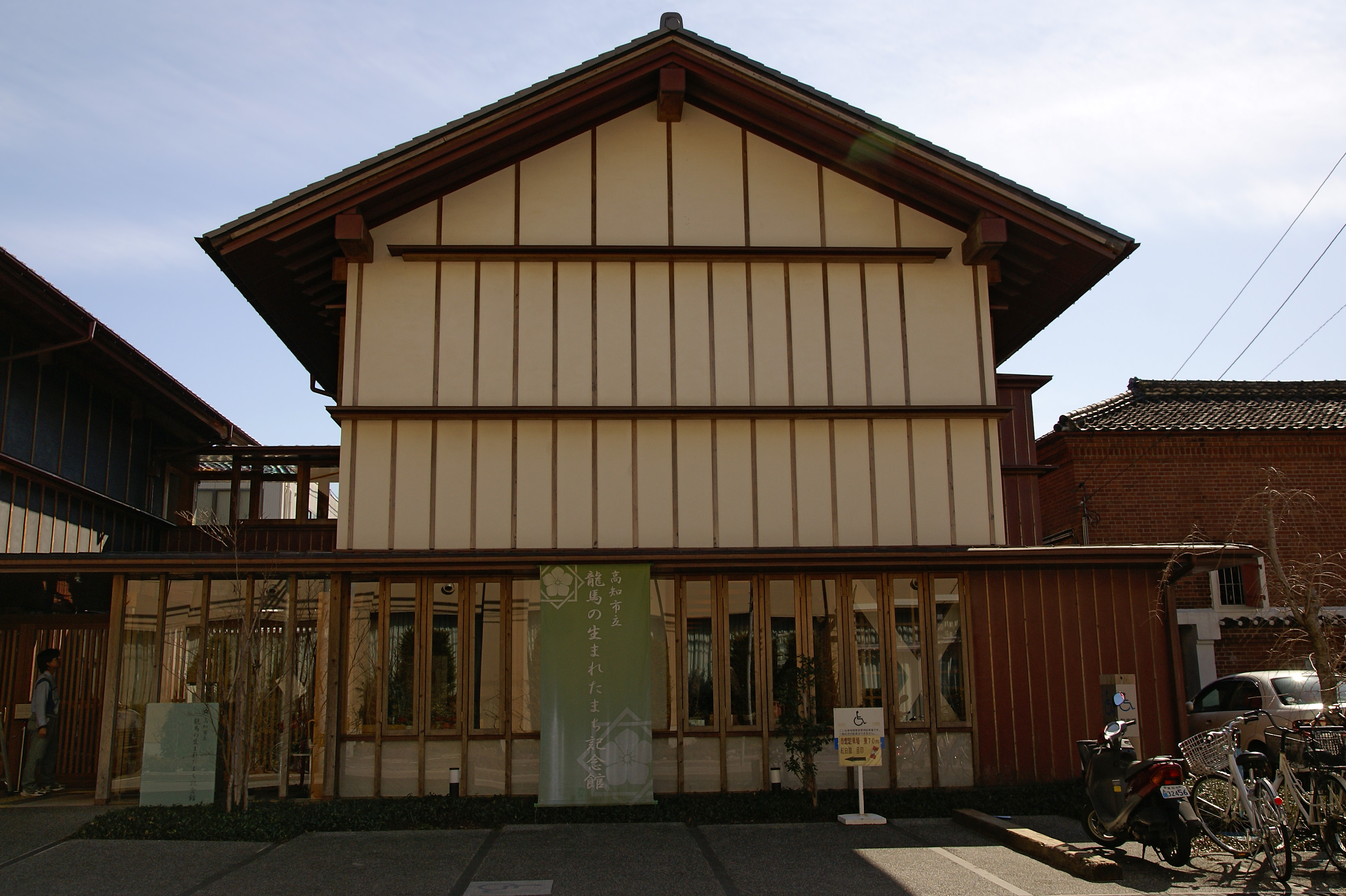
西棟

- 基本計画 - 高知県建築士会「龍馬委員会」
- 設計 - 龍馬のまちを考える建築士グループ（アクシス建築研究所、西森啓史ほか）
- 施工 - 大旺建設
- 竣工 - 2004年3月
- 建築主 - 高知市
- 構造・規模 - 地上2階建・分棟連結型、木造（外壁：杉材・漆喰・銅板張）、切妻・日本瓦葺き、燃えしろ設計による準耐火構造
- 所在地 - 〒780-0901 高知県高知市上町二丁目6番33号[2]

### 受賞一覧
- 2004年 - 第20回高知市都市美デザイン賞一般建築部門[3]
- 2004年 - 林野庁「平成16年度優良木造施設」優秀賞
- 2005年 - 木の建築賞[4]
- 2006年 - 第1回高知県建築設計監理協会建築作品賞高知県知事賞[5]
- 2008年 - 日本建築学会作品選集入選
- 2008年 - 第11回公共建築賞優秀賞[6]

## 利用情報
- 休館日 - 年中無休
- 開館時間
  - 展示館 - 8:00〜19:00
  - ふれあいセンター - 9:00〜22:00
- 入館料 - 一般 300円、団体 240円、高校生以下 無料
- 備考 - 観光ボランティアガイドは当館を拠点としており、館周辺に多数ある幕末・明治時代の史跡の無料案内を実施している。 9:00〜17:00（要電話予約）

## 交通
- とさでん交通伊野線 - 上町一丁目停留場より徒歩3分
- 高知自動車道 - 高知インターチェンジより車で20分

## 周辺
- 坂本龍馬生誕地
- 龍馬郵便局
- 鏡川
- 旧山内家下屋敷長屋
- 高知城
- 山内神社
- 土佐山内家宝物資料館